# Nikolái Stoliarov
Nikolái Geórgievich Stoliarov (en ruso: Никола́й Гео́ргиевич Столяро́в; Kazán, 22 de mayo de 1922 – Moscú, 23 de febrero de 1993) fue un piloto y navegante soviético de Il-2 durante la Segunda Guerra Mundial, en el curso de dicho conflicto recibió dos veces el título de Héroe de la Unión Soviética.

## Biografía

### Infancia
Nikolái Stoliarov nació el 22 de mayo de 1922 en Kazán en la RSFS de Rusia, en el seno de una familia rusa de clase trabajadora. Después de completar su décimo grado en escuela local en 1940, comenzó a entrenarse en el club de vuelo local mientras trabajaba en la planta de pólvora de Kazán.

### Segunda Guerra Mundial
En abril de 1941, poco antes del inicio de la invasión alemana de la Unión Soviética, Stoliarov se unió al Ejército Rojo. Luego se graduó de la Escuela de Pilotos de Aviación Militar de Sverdlovsk en agosto, después de lo cual sirvió como instructor de vuelo en la 28.ª Escuela de Pilotos de Aviación Militar en Kírov. En noviembre fue transferido al 37.º Regimiento de Aviación de Reserva y en febrero de 1942 fue reasignado al 34.º Regimiento de Aviación de Reserva. En octubre, fue asignado al 1.er Escuadrón Independiente de Entrenamiento, donde continuó su entrenamiento fuera del frente de guerra hasta que fue desplegado en diciembre en el 820.º Regimiento de Aviación de Ataque. Poco después realizó su primera salida de combate como piloto de un avión de ataque Il-2, haciéndolo en la batalla de Velikiye Luki. En mayo de 1943, fue transferido al 667.º Regimiento de Aviación de Ataque, que fue honrado con la designación de Guardias y rebautizado como 141.º Regimiento de Aviación de Ataque de la Guardia.
El 18 de julio de 1943, durante una misión de reconocimiento, voló en formación con otros cinco aviones de ataque Il-2. Los cazas enemigos los atacaron durante el vuelo, pero los soviéticos lograron expulsarlos además de destruir un tanque y tres vehículos. El mes siguiente voló en una misión de combate que resultó en la muerte de treinta y cinco combatientes enemigos, un tanque y una instalación de almacenamiento de municiones. En octubre participó en un combate aéreo sobre Kirovogrado; él y otros dieciséis Il-2 se enfrentaron a veinte cazas del Eje, lo que resultó en la pérdida de dos aviones enemigos.
El 12 de enero de 1944, cuando era comandante de vuelo, fue nominado para el título de Héroe de la Unión Soviética por haber realizado 96 misiones de combate. Se le concedió el título el 1 de julio de 1944. El mes siguiente, lideró un grupo de otros ocho aviones en una misión que resultó en la destrucción de tres tanques alemanes y dañó cuatro más. En octubre de ese mismo año, realizó una misión en la que logró someter el fuego de una batería de artillería enemiga, destruyó cuatro tanques y cinco vehículos cerca del pueblo de Dobroslav, veinte minutos antes de que las tropas soviéticas tomaran el asentamiento. En marzo de 1945, voló con un grupo de veinticuatro aviones Il-2; durante la misión, atacaron a un grupo de dieciocho tanques enemigos y destruyeron siete de ellos. Después de repeler el fuego de una batería antiaérea, lograron atacar a dos batallones de infantería, lo que resultó en la destrucción de dos compañías enemigas.
El 2 de abril de 1945 fue nominado nuevamente para el título de Héroe de la Unión Soviética por haber volado 185 misiones. Recibió su segunda Estrella de Oro después del final de la guerra el 27 de junio de 1945. Al final de la guerra, había realizado un total de 187 misiones de combate a los mandos del avión de ataque a tierra Il-2, durante las cuales participó en veintitrés combates aéreos, logrando dos victorias en solitario y tres compartidas. Aunque normalmente volaba durante el día, dieciséis de sus salidas durante la guerra fueron misiones nocturnas, fue elogiado por volar bien en malas condiciones climáticas muy difíciles, con visibilidad limitada, además de fuego antiaéreo terrestre y fuertes contraataques de cazas enemigos. Durante la guerra participó en las batallas de Kursk, Járkov, Belogorod, Berlín y Praga, además de participar en numerosas operaciones ofensivas y defensivas.
Stoliarov entró en combate como un simple piloto y con el tiempo fue ascendiendo en los rangos de su unidad, alcanzando sucesivamente los puestos de piloto superior, comandante de vuelo, comandante adjunto de escuadrón, comandante de escuadrón y navegante del regimiento.

### Posguerra

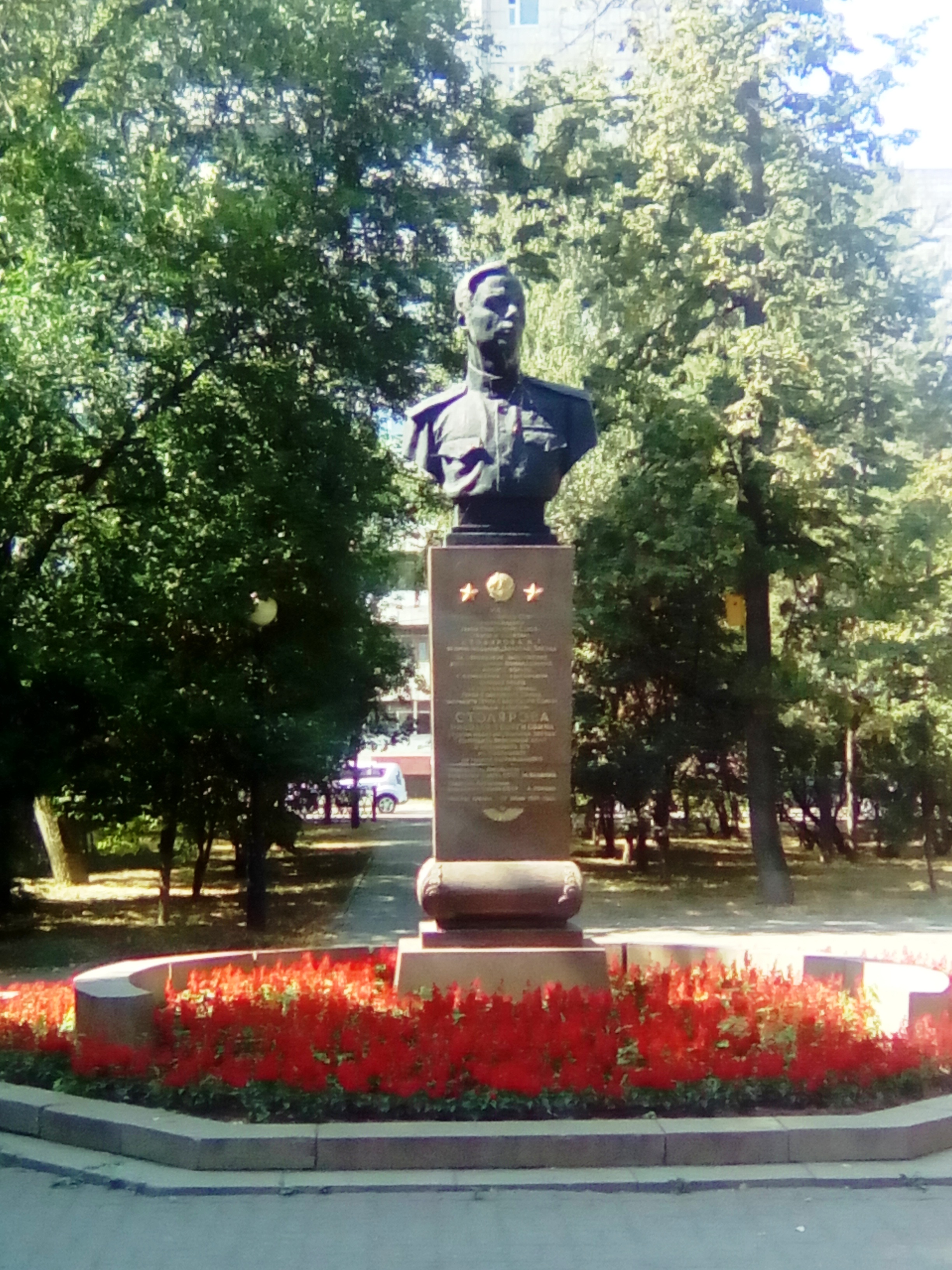
Busto de bronce en honor a Nikolái Stoliarov situado en su localidad natal de Kazán (Rusia)

Después del final de la guerra permaneció en su regimiento hasta julio de 1945, cuando ingresó en la Escuela Superior de Oficiales de Navegación de Krasnodar donde se graduó en 1946. Luego regresó a su regimiento en mayo de ese año, y en julio fue transferido al 140.º Regimiento de Aviación de Ataque de la Guardia. Permaneció en ese puesto hasta octubre de 1949. En 1954 se graduó en la Academia Militar de la Fuerza Aérea de Monino (actualmente Academia de la Fuerza Aérea Gagarin) y, desde septiembre de 1954, se desempeñó como comandante del 806.º Regimiento de Aviación de Ataque hasta que se retiró del ejército en febrero de 1956. Desempeñó diversos trabajos civiles, entre ellos, como técnico en el departamento de vivienda de Moscú, ingeniero de seguridad vial e ingeniero de defensa civil.
Murió el 23 de febrero de 1993 en Moscú y fue enterrado en el cementerio Troyekúrovskoye.

## Condecoraciones
A lo largo de su carrera militar, fue galardonado con las siguientes condecoraciones
|  | Héroe de la Unión Soviética, dos veces (1 de julio de 1944 y 27 de junio de 1945)    |
|  | Orden de Lenin (1 de julio de 1944)                                                  |
|  | Orden de la Bandera Roja, dos veces (19 de septiembre de 1943 y 29 de enero de 1944) |
|  | Orden de Alejandro Nevski (22 de febrero de 1945)                                    |
|  | Orden de la Guerra Patria de 1.er grado (2 de agosto de 1943 y 11 de marzo de 1985)  |
|  | Orden de la Guerra Patria de 2.do grado (17 de julio de 1944)                        |